# Дзаури, Лучано
Лучано Дзаури (итал. Luciano Zauri; род. 20 января 1978, Пешина, Абруцци) — итальянский футболист, защитник; тренер.

## Карьера

### Клубная
Воспитанник клуба «Аталанта», дебютировал в составе первой команды в сезоне 1996/97 в домашнем матче с «Ромой», завершившимся со счётом 0:4. А в следующем сезоне Дзаури был отдан в аренду «Кьево», за который провёл 24 игры. По возвращении в «Аталанту» Дзаури стал твёрдым игроком бергамского клуба и одним из лучших игроков обороны итальянского футбола, вследствие чего был вызван в сборную Италии.
В 2003 году Дзаури был продан клубу «Лацио» за 2,7 млн евро. В первом сезоне наставник «Лацио» Роберто Манчини использовал Дзаури в основном в центре поля, а также выиграл свой первый в карьере трофей — Кубок Италии. В следующем сезоне Дзаури едва не отправил «лациале» в серию В, сыграв рукой в матче с «Фиорентиной», завершившимся со счётом 1:1, и лишь победа в последнем туре над клубом «Брешиа» помогла «Лацио» остаться в высшей итальянской лиге. В сезоне 2006/07 Дзаури стал капитаном «Лацио», после ухода из клуба Массимо Оддо, а следующий сезон Дзаури не доиграл из-за травмы, полученной в Кубке Италии с «Наполи» от Эмануэле Калайо.
Летом 2008 года Дзаури был выставлен на трансфер из-за спора с главным тренером «Лацио» Делио Росси. 17 июля был отдан в аренду «Фиорентине» за 400 тыс. евро с возможностью выкупа игрока за 3 млн евро. Летом 2009 года Дзаури отправился в аренду в «Сампдорию», за которую провёл 32 игры. 19 августа 2010 года «Сампдория» продлила арендное соглашение с Дзаури ещё на один год.

### Международная
В сборной Италии Дзаури дебютировал 5 сентября 2001 года с командой Марокко, а всего вызывался на 12 игр, в 5 из которых выходил на поле.

## Достижения
- Обладатель Кубка Италии: 2004